# Парламентские выборы в Испании (1982)
Парламентские выборы в Испании 1982 года состоялись 28 октября и стали вторыми проведёнными в соответствии с испанской Конституцией 1978 года. Были избраны все 350 членов Конгресса депутатов и 208 из 254 сенаторов.
Леопольдо Кальво-Сотело, в феврале 1981 года сменивший Адольфо Суареса на посту премьер-министра, был вынужден назначить внеочередные выборы после того, как внутрипартийные расколы и распри летом 1982 года оставили его без работоспособного большинства в парламенте. Итоги выборов, как и предсказывали опросы общественного мнения, оказались провальными для правящего Союза демократического центра, который по сравнению с выборами 1979 года потерял примерно 3/4 своих сторонников и 93 % своих мест в Конгрессе. Победу на выборах праздновала главная оппозиционная сила, Испанская социалистическая рабочая партия во главе с Фелипе Гонсалесом, которая, отказавшись от марксизма и выступив за продолжение политических изменений, смогла получить почти половину голосов избирателей и более половины мест в нижней палате парламента.
Правый Народный альянс Мануэля Фраги, заключив союз с рядом других умеренных правых партий, смог воспользоваться обвалом популярности центристов и стал главной оппозиционной партией в Испании. Партия бывшего премьер-министра Адольфо Суареса, Демократический и социальный центр, отколовшаяся от СДЦ несколькими месяцами ранее, смогла завоевать всего 2 места в Конгрессе. Большие потери понесла и Коммунистическая партия Испании, пострадав от тактического голосования левых избирателей за ИСРП и многочисленных расколов в своих рядах.
Явка избирателей составила почти 80 %, что стало самым высоким показателем за всю историю всеобщих выборов в Испании. Выборы 1982 года были последними, которые проходили не в воскресенье.

## Законодательная власть
Генеральные Кортесы, орган испанской законодательной власти, которые предстояло избрать 28 октября 1982 года, состояли из двух палат: Конгресса депутатов (нижняя палата, 350 депутатов) и Сената (верхняя палата, 208 выборных депутатов). Законодательная инициатива принадлежала обеим палатам, а также правительству, но Конгресс имел большую власть, чем Сенат. Только Конгресс мог утвердить премьер-министра или проголосовать за его отставку, и он мог отменить вето Сената абсолютным большинством голосов. Тем не менее, Сенат обладал несколькими эксклюзивными функциями, в частности, по утверждению конституционных поправок.
Эта система, закреплённая Конституцией Испании 1978 года, должна была предоставить политическую стабильность правительству, а также укрепить позиции премьер-министра, предусматривая вынесение вотума недоверия только Конгрессом. Она также внедрила более эффективную защиту от изменений конституции, требуя участия в принятии поправок обеих палат, а также предусмотрев специальный процесс с более высокими порогами утверждения и строгие требования в отношении общих конституционных реформ или поправок, касающихся так называемых «защищённых положений».

## Избирательная система
Голосование проходило на основе всеобщего избирательного права, с участием всех граждан старше восемнадцати.
348 мест в Конгрессе депутатов были распределены между 50 многомандатными избирательными округами, каждый из которых соответствовал одной из 50 испанских провинций, ещё два места были предназначены для Сеуты и Мелильи. Каждая провинция имела право как минимум на два места в Конгрессе, остальные 248 мест были распределены среди 50 провинций пропорционально их населению. Места в многомандатных округах распределялись по методу д’Ондта, с использованием закрытых списков и пропорционального представительства. В каждом из многомандатных округов к распределению мандатов допускались только списки сумевшие преодолеть порог в 3 % действительных голосов, которые включали и пустые бюллетени.
208 мест в Сенате был распределены между 58 округами. Каждый из 47 округов на полуострове, имел четыре места в Сенате. Островные провинции, Балеарские и Канарские острова, были разделены на девять округов. Три больших округа, Мальорка, Гран-Канария и Тенерифе, получили по три места в Сенате, малые округа, Менорка, Ивиса—Форментера, Фуэртевентура, Гомера—Иерро, Лансароте и Пальма — по одному. Сеута и Мелилья избирали по два сенатора. В общей сложности, в Сенате насчитывалось 208 депутатов, избираемых прямым голосованием, с использованием открытого списка с частичным блоком голосования. Вместо того, чтобы голосовать за партии, избиратели отдавали голоса за отдельных кандидатов. В четырёхмандатных округах избиратели могли проголосовать не более чем за три кандидата, в трёх- и двухмандатных за двух кандидатов, в одномандатных округах за одного кандидата. Кроме того, каждое из автономных сообществ могли избрать по крайней мере одного сенатора и имели право на одно дополнительное место на каждый миллион жителей.

## Предыстория
На выборах 1979 года правящий Союз демократического центра во главе с премьер-министром Адольфо Суаресом одержал победу, но не смог получить абсолютного большинства в нижней палате парламента. Впоследствии, в апреле 1979 года были проведены первые после падения Второй Испанской Республики свободные муниципальные выборы, которые СДЦ выиграл, завоевав в общей сложности почти 29 тысяч мест в местных советах, но потеряв контроль над основными городами Испании в пользу левых.
Именно с 1979 года политическая ситуация в Испании стала ухудшаться в результате различных факторов. С одной стороны, увеличение активности ЭТА, приведшая к 77 убитым в 1979 году и 95 в 1980 году, что воспринималось обществом как неспособность правительства справиться с террористической угрозой. Недовольство крайне правых демократическими реформами Суарес привело к неудавшемуся перевороту 23 февраля 1981 года. Экономическая ситуация также ухудшилась после начала нефтяного кризиса 1979 года и вызванного им повышения цен на нефть. Во время второго срока Суареса, инфляция в течение нескольких лет оставалась стабильной на уровне 15 %, дефицит государственного бюджета вырос с 1,7 % до 6 %, по счёту текущих операций страны в 1980 году был зарегистрирован чистый дефицит в размере $5 млрд. Кризис также привёл к резкому росту безработицы, с 8,1 % в марте 1979 года до 13,4 % в марте 1981 года.
Конец политического консенсуса был ознаменован переходом ИСРП в жёсткую оппозицию к кабинету Суареса. Поскольку правительство не располагало твёрдым большинством в Конгрессе, это осложнило для кабинета принятие парламентом нужных ему законопроектов. Противостояние с социалистами достигло высшей точки в мае 1980 года, когда лидер ИСРП Фелипе Гонсалес предложил вынести кабинету вотум недоверия, обвинив Суареса и его правительство в неспособности справиться с экономическими и социальными проблемами, а также в невыполнении предвыборных обещаний и несоблюдении соглашений с другими политическими силами. Несмотря на то что вотум недоверия не был поддержан большинством депутатов, всё же итоги голосования рассматривались как политическая победа Гонсалеса. Суарес оказался в политической изоляции, его партия была единственной силой в Конгрессе голосовавшая в поддержку кабинета. К тому же, парламентские дебаты по вопросу отставки правительства транслировались в прямом эфире по радио, а затем и по телевидению, собрав значительную аудиторию, что дало Гонсалесу возможность разкритиковать программу правительства и представить ИСРП в качестве жизнеспособной альтернативы СДЦ.
Тем временем, растущие противоречия в правящей партии, внутренние конфликты и критика постепенно подрывали позиции Суареса, нередко приводит к тому, что премьер был вынужден противостоять членам своей собственной партии. Во многом это было результатом искусственного объединения вокруг фигуры Адольфо Суарес сил очень разных идеологически: социал-демократов, консерваторов, либералов и христианских демократов. Когда популярность лидера и самой партии начала падать, внутреннее напряжение усилилось и вышло на поверхность. Начало внутреннего кризиса СДЦ стало предзнаменованием обвала, произошедшего позднее.

### Процесс автономизации
Для постфранкистской Испании одними из самых актуальных проблем были положение национальных меньшинств и их стремление к автономии. Уже в декабре 1979 года каталонским и баскским автономистам удалось добиться принятия Статутов об автономии Каталонии и Страны Басков. Это привело к победе на региональных выборах 1980 года местных националистических партий (КиС в Каталонии и БНП в Стране Басков). Оба Статута были утверждены гражданами через региональные референдумы с соблюдением процедуры, предусмотренной в статье 151-й Конституции. Первоначально считалось, что процедура статьи 151-й предназначалась только для трёх «исторических народов», которые объявили об автономии во время Второй Испанской республики, а именно — Страны Басков, Каталонии и Галисии (Статут об автономии последней был утверждён в 1981 году) — в то время как остальные будут добиваться автономии через статью 143-ю, предполагавшую получение меньших полномочий через более длительный процесс.
Представители Андалусии, однако, были категорически против этого и требовали для своего региона максимальный уровень полномочий, предоставленных «историческим народам». В конце концов, андалусистским автономистам удалось добиться проведения референдума об автономии Андалусии в соответствии с требованиями статьи 151-й, которая, в частности, требовала, чтобы за автономию проголосовали более половины зарегистрированных избирателей во всех провинциях региона без исключения. СДЦ призвал воздержаться от участия в референдуме, в то время как ИСРП выступила в поддержку автономии. В результате, несмотря на убедительную победу сторонников автономии, в одной из восьми провинций Андалусии, Альмерии, за инициацию процесса автономизации проголосовало лишь 42,07 %. После нескольких месяцев обсуждения, Адольфо Суарес и Фелипе Гонсалес достигли соглашение, согласно которому Конгресс одобрит поправку, позволяющую Андалусии начать процесс автономизации в соответствии со статьёй 151-й. Соглашение, также, предусматривало, что ни один другой регион не будет использовать процедуру статьи 151-й, зато всем будущим автономным сообществам позволилось создать парламентскую систему со всеми институтами самоуправления. Соглашение позже было формализовано конгрессом, принявшем в июле 1982 года Органический закон об организации процесса автономизации (исп. Organic Law of Armonization of the Autonomic Process, LOAPA). Закон предусматривал постепенную передачу полномочий от центральной власти региональной, в соответствии со способностью каждого региона принять на себя их, но таким образом, чтобы все регионы в конце концов они обладали одинаковым уровнем полномочий. Закон, однако, был оспорен как неконституционный каталонскими и баскскими националистами, которым в августе 1983 года удалось добиться в Конституционном суде признания недействительными с 14 из 38 статей закона.
Одним из последствий референдума в Андалусии стало то, что был нанесён серьёзный ущерб имиджу СДЦ. Это, в сочетании с продолжающимся экономическим кризисом и внутренними разногласиями, привело к провалу СДЦ на первых андалузских региональных выборах в мае 1982 года, на которых партия получила меньше 15 % голосов. В то же время ИСРП, представ перед избирателями как партия защиты интересов Андалузии, стала с этого момента доминирующей силой в регионе.

### Отставка Суареса и 23-F
Все вышеназванные факторы в сочетании с ростом политической изоляции и нарастающее давление со стороны военных вынудили Адольфо Суарес объявить 29 января 1981 года об уходе с поста премьер-министра и лидера партии. Его преемником был предложен второй заместитель премьер-министра и министр экономики Леопольдо Кальво-Сотело. Ходили слухи, что высокопоставленные военные посоветовали королю Хуану Карлосу I уволить Суареса из-за растущего недовольства им со стороны ультраправых, военных и однопартийцев самого премьера, хотя это и не было подтверждено.
Отставка Суареса не привела к нормализации положения в стране. 1 февраля в ультраправой газете El Alcázar была опубликована статья про переворот. 2—4 февраля королевская чета посетила Страну Басков, где их освистали депутаты от левонационалистической партии «Народное единство». На той же неделе, несколько человек были убиты или похищены баскскими террористами из ЭТА. На этом фоне 6—9 февраля прошёл 2-й съезд правящего Союза демократического центра. Новым президентом партии был избран политик и бизнесмен Агустин Родригес Саагун, а 10 февраля Кальво-Сотело был утверждён в качестве кандидата от Союза на пост премьер-министра. Голосование по утверждению нового главы кабинета состоялось 20 февраля. Кальво-Сотело, однако, не смог набрать требуемое абсолютное большинство голосов в первом раунде; в результате, был назначен второй тур голосования на 23 февраля.
Избрать нового премьер-министра 23 февраля также не удалось, но теперь из-за попытки переворота, предпринятой группой гражданских гвардейцев под командованием подполковника Антонио Техеро, вошедшей в историю Испании как 23-F. Путчистов возглавляли видные генералы-франкисты Альфонсо Армада (заместитель начальника генштаба сухопутных войск) и Хайме Миланс дель Боск (командующий III военным округом в Валенсии). В тот же день генерал-лейтенант Миланс дель Боск вывел танки на улицы Валенсии, издал указ о введении чрезвычайного положения и запретил акции протеста.
Попытка переворота провалилась. Ключевую роль в поражении путчистов сыграл номинальный главнокомандующий вооружёнными силами страны король Хуан Карлос I, решивший подавить мятеж. Он недвусмысленно заявил о своей приверженности демократии и конституции, призвав мятежников сдаться. После этого попытки склонить на сторону мятежников другие армейские части были обречены на неудачу. Техеро и его сообщники сдались. В течение следующих суток были арестованы все главари мятежа. 25 февраля Кальво-Сотело был избран новым премьер-министром 186 голосами за, получив поддержку депутатов от каталонской коалиции Конвергенция и Союз, Регионалистской арагонской партии и Народного альянса.

### Кабинет Кальво-Сотело
Пребывание Леопольдо Кальво-Сотело во главе испанского правительства было отмечено несколькими событиями, которые ещё больше подорвали электоральную базу Союза демократического центра. Среди них «Рапсовый скандал» 1981 года, когда незаконный сбыт для пищевых целей денатурированного рапсового масла, предназначенного для промышленного использования, привёл к отравлению 20 000 человек, из которых 600 скончались. Легализация развода в середине 1981 года сопровождалась критикой со стороны католической церкви и наиболее консервативных кругов испанского общества, в том числе и внутри СДЦ, потребовавших отставки министра юстиции Франсиско Фернандеса Ордоньеса. Раскол в правящей партии продолжал усиливаться даже после отставки Суареса. К началу 1982 года парламентская группа СДЦ сократилась до 164 депутатов в Конгрессе и 108 в Сенате, после того, как Фернандес Ордоньес основал Партию демократического действия. К этому моменту, расколы и дезертирство начали негативно сказываться на способности правительства выигрывать парламентские голосования, в частности, приведя СДЦ к поражение во время утверждения бюджета на 1982 год. Пытаясь укрепить единство партии 21 ноября 1981 года Сотело взял на себя полное руководство СДЦ, сменив Родригеса Саагуна на посту президента партии.
Именно во время пребывания Кальво-Сотело во главе кабинета Испания вступила в НАТО. Этот шаг встретил сопротивление левых, так, лидер ИСРП Фелипе Гонсалес пообещал провести референдум по этому вопросу, как только придёт к власти. Но это также вызвало раскол между Кальво-Сотело и бывшим премьером Адольфо Суаресом, по-прежнему остававшимся членом Конгресса депутатов от СДЦ, недовольного тем, что действующий Кабинет не был должным образом проинформирован о возможных последствиях вступления в НАТО, а также из-за поспешности, с которой проходил процесс интеграции в военный блок.
20 октября 1981 года состоялись первые региональные выборы в Галисии. Несмотря на продолжающееся снижение популярности правящего Союза демократического центра, ему всё же предсказывали победу на них, так как Галисия в ходе всеобщих выборов 1977 и 1979 годов показала себя оплотом СДЦ. Тем не менее, усталость избирателей от внутреннего кризиса в Союзе и плодов его управления страной привела к неожиданной победе правого Народного альянса при крайне низкой явке избирателей (46,3 %). Результаты выборов в Галисии показали потерю поддержки СДЦ в городах, чем и сумел воспользоваться Народный альянс. За этим последовало поражение партии 23 мая 1982 года на региональных выборах в Андалусии, где Союз получил лишь 13 % голосов. Этот результат оценивался как катастрофа для партии, которая в самом густонаселённом регионе Испании уступила Народному альянсу место основной политической силы правее центра, при том, что в избирательной кампании СДЦ приняли участие 10 министров и лично премьер-министр Кальво-Сотело. Следствием поражений Союза на выборах в Галисии и Андалусии стало понижение его статуса до третьей испанской партии после ИСРП и Народного альянса.

### Досрочные выборы
Фиаско на выборах в Андалусии положило начало окончательному развалу Союза демократического центра. В июле 1982 года Кальво-Сотело, оставаясь во главе кабинета, подал в отставку с поста президента партии и объявил об отказе баллотироваться на должность премьер-министра. Новым лидером партии стал христианский демократ, бывший министр юстиции и действующий председатель Конгресса депутатов Ланделино Лавилья, избранный при сильной внутренней оппозиции. Одновременно с этим, непрерывные расколы в депутатской группе СДЦ в Конгрессе, которая к лету 1982 года сократилось до 150 парламентариев из 350, ещё больше ослабили возможности правительства воздействовать на законодательный процесс, вынудив Кальво-Сотело объявить о роспуске кортесов и назначить внеочередные выборы на 28 октября, тем самым фактически отменив сентябрьскую сессию парламента. В результате, ряд важных законопроектов, такие как проект бюджета на 1983 год, Статуты автономии Мадрида, Кастилии и Леона, Балеарских островов и Эстремадуры, которые планировалось утвердить осенью, пришлось отложить до окончания выборов.
Разногласия в правящей партии зашли настолько далеко, что даже основатель Союза демократического центра Адольфо Суарес покинул её, основав Демократический и социальный центр и заявив о намерении баллотироваться на следующих выборах. Кроме того, из СДЦ вышел влиятельный христианский демократ Оскар Альсага, основавший Народно-демократическую партию, вскоре вступившую в коалиции с Народным альянсом. Вместе с ними Союз покинули ряд депутатов, что сократило группу партии в Конгрессе до 124 депутатов, что могло сделать крупнейшей парламентской силой гипотетическую левоцентристскую коалицию ИСРП и Партии демократического действия (в сумме 128 мест).

## Предвыборная кампания
Одним из наиболее обсуждаемых вопросов в преддверии выборов стали избирательные союзы. Уже весной 1982 года социалисты и социал-демократы из Партии демократического действия достигли соглашения о совместном участии в выборах в рамках списка ИСРП, в то время как переговоры по возможной коалиции Народного альянса и Народно-демократической партии затянулись до роспуска Кортесов, завершившись лишь в начале сентября.
Союз демократического центра, пытаясь избежать провала на выборах, так же занимался поиском союзников. В начале сентября было объявлено о создании коалиции между СДЦ и Либерально-демократической партии известного юриста Антонио Гарригеса Уокера. Тем не менее, вскоре альянс распался из-за «технических различий» в составление списков избирателей. Некоторые группы в Союзе демократического центра выступали за союз с партией Суареса, но неудачно из-за отказа последнего, вызванного общим нежеланием СДЦ вступать в коалицию, в которой она не будет доминирующей силой.
Нашлись внутри Союза демократического центра и сторонники широкой правоцентристской коалиции с участием Народного альянса Мануэля Фраги, но они не нашли поддержки у руководства партии. Тем не менее, идея широкой коалиции с участием СДЦ, Народного альянса, Народно-демократической партии и Либерально-демократической партии была реализована в Стране Басков. Объединение испанского правоцентристского электората поддержал Мануэль Фрага и представители делового и банковского мира, обеспокоенные гипотетическом победой социалистов, критикуя отказ центристов от «такого соглашения». Тем не менее, лидер СДЦ Лавилья предпочёл дистанцироваться от Народного альянса, рассматривая его как слишком правую партию. Вопрос о заключении избирательного союза стал причиной новых внутренних столкновений внутри партии.
В начале октября была сорвана подготовка к попытке государственного переворота, намеченного на 27 число, то есть, накануне дня голосования. План состоял в том, чтобы совершить покушения на ряд известных деятелей, увенчав их позже большим взрывом в блоке военных домов в Мадриде.

### ИСРП
Испанская социалистическая рабочая партия в своей кампании делала упор на необходимости смены правительства. В отличие от кампаний 1977 и 1979 годов, ИСРП представляла себя в качестве «единственной эффективной альтернативы Союзу демократического центра», используя простой и запоминающийся лозунг «За перемены» (исп. Por el cambio). Традиционные для митингов ИСРП жесты в виде поднятого кулака и пение Интернационала отныне перестали использоваться. Вместо них партия, стремясь отойти от традиционной левой позиции и привлечь более широкий центристский электорат, стали заканчивать свои митинги джинглом «Мы должны изменить», акцентируя внимание на слове «изменения». Также делался упор на фигуре лидера социалистов Фелипе Гонсалеса, стремясь, в том числе, продемонстрировать единство партии, в отличие от внутренних распрей в СДЦ. Последний митинг партии 26 октября, прошедший в университете города Мадрид, по оценкам, собрал около полумиллиона человек.
Среди предвыборных обещаний ИСРП было создание 800 000 рабочих мест, национализация банков и снижение пенсионного возраста с 69 до 64 лет, а также ограничить максимальное рабочее время 40 часами в неделю. Кроме того, социалисты также предлагали повысить налоги на высокие доходы, увеличить пенсии, усилить контроль работников над компаниями, расширить страхование по безработице и снизить социальное неравенство через расширение социального обеспечения. ИСРП также выступала за выхода Испании из НАТО.
Ожидание победы ИСРП на предстоящих выборах, которое основывалось на итогах опросов общественного мнения и недавнем успехе на региональных выборах в Андалусии, было настолько сильное, что усилия всех других партий были направлены лишь на избежание социалистического абсолютного большинства, с тем чтобы победитель был вынужден управлять страной с помощью коалиции или соглашения.

### СДЦ

Логотип СДЦ во время предвыборной кампании 1982 года

Союз демократического центра пытался вести кампанию ориентируясь на ценности центризма и противопоставляя себя предполагаемому радикализму ИСРП и Народного альянса.
Эффективность кампании СДЦ страдала из-за организационных проблем. Не было единого руководства кампании, партийные сообщения были разнообразными и запутанными, имелись и финансовые проблемы. Партийные предложения, состоящие из сложных и длинных текстов, уступали более простым и эффектным лозунгам других партий. Ослабили Союз переход его деятелей в другие партии и отказ от формирования широкой правоцентристской коалиции с Народным альянсом. Премьер-министр Леопольдо Кальво-Сотело почти не участвовал в партийной кампании, а заменивший его на посту президента партии Ланделино Лавилья показал своё неумение выступать публично, в частности, неспособность предложить избирателям какие-либо чёткие идеи.
В целом, кампания Союза демократического центра была подвергнута критике и оценивалась как неудачная.

### Народная коалиция

Логотип Народного альянса во время предвыборной кампании 1982 года

Народный альянс и Народно-демократическая партия смогли договориться участвовать в выборах совместно, образовав Народную коалицию, к которой также присоединились Либеральный союз, Либеральная партия, Регионалистская арагонская партия, Центристы Галисии, Наваррский народный союз и Валенсийский союз. Коммуникационная стратегия коалиции базировалась на двух основных идеях: акцент на лидерстве Мануэля Фраги и позиционировании коалиции в качестве единственной жизнеспособной альтернативы ИСРП. Также упор делался на том, чтобы представить коалицию в качестве примера политического сотрудничества, контрастирующую с распадом СДЦ. Одной из главных задач Народного альянса было стать основной правоцентристской силой Испании, для чего требовалось дистанцироваться от прежнего правого имиджа. В связи с этим, Мануэль Фрага пошёл на смягчение своей позиции, избегая таких тем, как смертная казнь или конституционная реформа.
Среди предвыборных обещаний Народной коалиции было снижение налогов, в том числе, отмена налога на имущество, освобождение от уплаты подоходного налога лиц с доходами ниже 750 000 песет в год, введение право вычета из налогооблагаемой базы средств предназначенных для инвестиций и установление верхнего предела для индивидуального налогового бремени. Она также предложила ввести политический иммунитет для должностных лиц администрации в отношении последовательных правительственных изменений, провести частичную приватизацию системы социального обеспечения, завершить интеграцию Испании в НАТО, обеспечить полную занятость и проводить культурную политику в рамках христианского гуманизма.
Успех Народного альянса на региональных выборах в Галисии и Андалусии в 1981 и 1982 годах, а также опросы общественного мнения указывали на то, что по итогам голосования он должен стать главной испанской оппозиционной партией, пусть и с большим отрывом от ИСРП.

## Опросы
Результаты предвыборных опросов общественного мнения приведены в таблице ниже в обратном хронологическом порядке, показывая самые последние первыми. Приведены последние даты опроса, а не дата публикации. Если такая дата неизвестна, указана дата публикации. Самый высокий процент в каждом опросе отображается жирным шрифтом и выделен цветом ведущего участника. Колонка справа показывает разницу между двумя ведущими партиями в процентных пунктах. Если конкретный опрос не показывает данные для какой-либо из партий, ячейки этой партии, соответствующая данному опросу показана пустой. Светло-зелёным цветом выделены экзит-поллы.
| Организация                                                     | Дата             | Союз демократического центра | Испанская социалистическая рабочая партия | Коммунистическая партия Испании | Народная коалиция | Конвергенция и Союз |     | Демократический и социальный центр | Предел погрешности | Количество опрошенных | Разница |  |  |
| --------------------------------------------------------------- | ---------------- | ---------------------------- | ----------------------------------------- | ------------------------------- | ----------------- | ------------------- | --- | ---------------------------------- | ------------------ | --------------------- | ------- |  |  |
| Организация                                                     | Дата             |                              |                                           |                                 |                   |                     |     |                                    |                    |                       |         |  |  |
| Итоги выборов Архивная копия от 3 марта 2016 на Wayback Machine | 28 октября 1982  | 6,8                          | 48,1                                      | 4,0                             | 26,4              | 3,7                 | 1,9 | 2,9                                |                    |                       | 21,7    |  |  |
|                                                                 |                  |                              |                                           |                                 |                   |                     |     |                                    |                    |                       |         |  |  |
| UCD Архивная копия от 25 июня 2016 на Wayback Machine           | 28 октября 1982  | 7,2                          | 45,7                                      | 3,8                             | 24,9              | 4,5                 | 2,1 | 2,6                                |                    |                       | 20,8    |  |  |
| PSOE Архивная копия от 1 июня 2016 на Wayback Machine           | 28 октября 1982  | 6,6                          | 48,0                                      | 4,3                             | 26,0              | 4,0                 | 2,0 | 3,1                                | ±0,3 pp            | 85 300                | 22,0    |  |  |
| ISIS                                                            | 19 октября 1982  | 17                           | 45                                        |                                 | 15                |                     |     |                                    |                    | 36 792                | 28      |  |  |
| Sofemasa Архивная копия от 16 января 2017 на Wayback Machine    | 19 октября 1982  | 6,5                          | 48,6                                      | 5,9                             | 24,0              | 2,5                 | 1,7 | 4,0                                | ±0,7 pp            | 18 255                | 24,6    |  |  |
| Alef Архивная копия от 4 марта 2016 на Wayback Machine          | 14 октября 1982  | 9,5                          | 49,2                                      | 7,8                             | 18,2              |                     |     | 5,9                                |                    | 7 000                 | 31,0    |  |  |
| Sofemasa Архивная копия от 24 сентября 2015 на Wayback Machine  | 10 октября 1982  | 5,0                          | 51,0                                      | 4,3                             | 19,3              |                     |     | 4,6                                |                    | 1 163                 | 31,7    |  |  |
| Alef Архивная копия от 4 марта 2016 на Wayback Machine          | 30 сентября 1982 | 10,6                         | 45,9                                      | 5,8                             | 16,3              |                     |     | 8,4                                | ±3 pp              | 3 008                 | 29,6    |  |  |
| Sofemasa Архивная копия от 24 сентября 2015 на Wayback Machine  | 30 сентября 1982 | 4,8                          | 51,5                                      | 5,2                             | 14,8              |                     |     | 2,3                                |                    | 2 460                 | 36,7    |  |  |
| Alef                                                            | 19 сентября 1982 | 10,7                         | 51,3                                      | 6,0                             | 13,0              |                     |     | 5,2                                |                    | 3 000                 | 38,3    |  |  |
| El País Архивная копия от 2 октября 2017 на Wayback Machine     | 9 сентября 1982  | 13,6                         | 48,3                                      | 6,4                             | 18,5              |                     |     |                                    |                    |                       | 29,8    |  |  |
| Sofemasa Архивная копия от 24 сентября 2015 на Wayback Machine  | 30 августа 1982  | 8,5                          | 50,8                                      | 5,6                             | 11,8              |                     |     | 2,4                                |                    | 2 460                 | 39,0    |  |  |
| AP Архивная копия от 1 апреля 2018 на Wayback Machine           | 21 января 1982   | 11                           | 37                                        | 6                               | 24                |                     |     |                                    |                    |                       | 13      |  |  |
|                                                                 |                  |                              |                                           |                                 |                   |                     |     |                                    |                    |                       |         |  |  |

## Результаты

### Конгресс депутатов

Распределение мест среди партий:
Испанская социалистическая рабочая партия: 202
Народная коалиция: 107
Конвергенция и Союз: 12
Союз демократического центра: 11
Баскская националистическая партия: 8
Коммунистическая партия Испании: 4
Демократический и социальный центр: 2
Народное единство: 2
Республиканская левая Каталонии: 1
Левые Страны Басков: 1

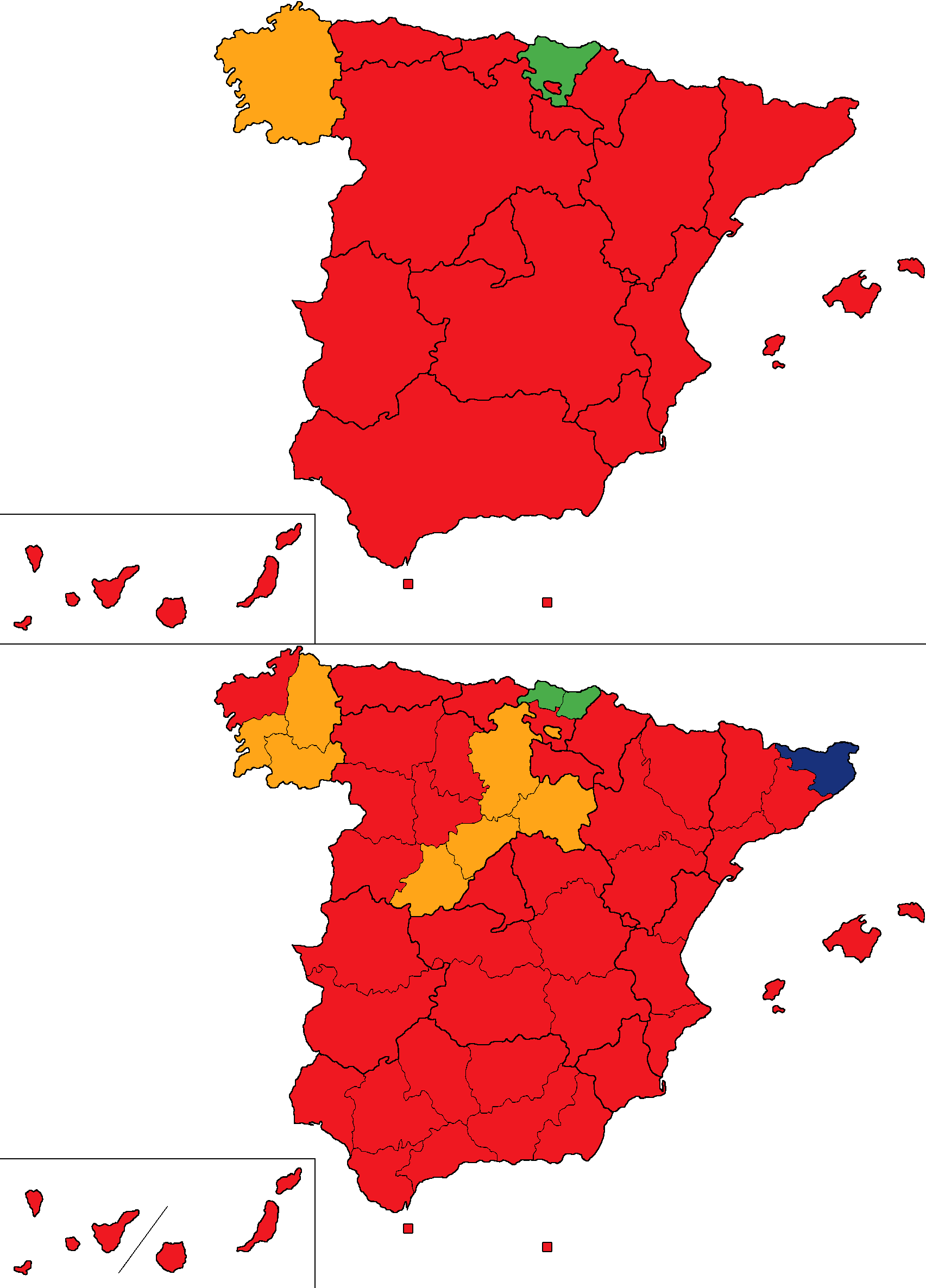
Наибольшее количество голосов за партию в автономных сообществах и провинциях
Испанская социалистическая рабочая партия
Народная коалиция
Баскская националистическая партия
Конвергенция и Союз

| Партии и коалиции                                                                    | Партии и коалиции                                                           | Партии и коалиции                                                         | Лидер                                 | Голоса     | Голоса | Голоса | Места | Места |
| Партии и коалиции                                                                    | Партии и коалиции                                                           | Партии и коалиции                                                         | Лидер                                 | Голоса     | %      | ±п.п.  | Места | +/−   |
| ------------------------------------------------------------------------------------ | --------------------------------------------------------------------------- | ------------------------------------------------------------------------- | ------------------------------------- | ---------- | ------ | ------ | ----- | ----- |
|                                                                                      | Испанская социалистическая рабочая партия                                   | исп. Partido Socialista Obrero Español, PSOE                              | Фелипе Гонсалес                       | 10 127 392 | 48,11  | ▲17,71 | 202   | ▲81   |
|                                                                                      | Народная коалиция                                                           | исп. Coalición Popular, CP                                                | Мануэль Фрага Ирибарне                | 5 548 107  | 26,36  | ▲18,97 | 107   | ▲91   |
|                                                                                      | Союз демократического центра                                                | исп. Unión de Centro Democrático, UCD                                     | Ланделино Лавилья                     | 1 425 093  | 6,77   | ▼27,14 | 11    | ▼157  |
|                                                                                      | Коммунистическая партия Испании                                             | исп. Partido Comunista de España, PCE                                     | Сантьяго Каррильо                     | 865 272    | 4,11   | ▼6,66  | 4     | ▼19   |
|                                                                                      | Конвергенция и Союз                                                         | кат. Convergència i Unió, CiU                                             | Микел Рока                            | 772 726    | 3,67   | ▲0,98  | 12    | ▲4    |
|                                                                                      | Демократический и социальный центр                                          | исп. Centro Democrático y Social, CDS                                     | Адольфо Суарес                        | 604 309    | 2,87   | новая  | 2     | новая |
|                                                                                      | Баскская националистическая партия                                          | баск. Euzko Alderdi Jeltzalea, EAJ                                        | Иньиго Агирре                         | 395 656    | 1,88   | ▲0,23  | 8     | ▲1    |
|                                                                                      | Народное единство                                                           | баск. Herri Batasuna, HB                                                  | Иньяки Эснаола                        | 210 601    | 1,00   | ▲0,04  | 2     | ▼1    |
|                                                                                      | Республиканская левая Каталонии                                             | кат. Esquerra Republicana de Catalunya, ERC)                              | Франсеск Висенс                       | 138 118    | 0,66   | ▼0,03  | 1     | ▬     |
|                                                                                      | Новая сила                                                                  | исп. Fuerza Nueva, FN                                                     | Блас Пиньяр                           | 108 746    | 0,52   | ▼1,59  | 0     | ▼1    |
|                                                                                      | Рабочая социалистическая партия                                             | исп. Partido Socialista de los Trabajadores, PST                          | Хосе Санрома                          | 103 133    | 0,49   | новая  | 0     | новая |
|                                                                                      | Левые Страны Басков                                                         | баск. Euskadiko Ezkerra, EE                                               | Хуан Мария Бандрес                    | 100 326    | 0,48   | ▬      | 1     | ▬     |
|                                                                                      | Социалистическая партия Андалусии—Андалусистская партия                     | исп. Partido Socialista de Andalucía–Partido Andalucista, PSA–PA          |                                       | 84 474     | 0,40   | ▼1,41  | 0     | ▼5    |
|                                                                                      | Партия коммунистов Каталонии                                                | кат. Partit dels i les Comunistes de Catalunya, PCC                       | Пере Ардиака                          | 47 249     | 0,22   | новая  | 0     | новая |
|                                                                                      | Галисийский национальный народный блок- Галисийская социалистическая партия | галис. Bloque Nacional Popular Galego–Partido Socialista Galego, BNPG–PSG |                                       | 38 437     | 0,18   | ▼0,47  | 0     | —     |
|                                                                                      | Союз канарского народа                                                      | исп. Unión del Pueblo Canario, UPC                                        | Фернандо Сагасета                     | 35 013     | 0,16   | ▼0,17  | 0     | ▼1    |
|                                                                                      | Националистическая левая                                                    | кат. Nacionalistes d'Esquerra, NE                                         |                                       | 30 643     | 0,15   | новая  | 0     | новая |
|                                                                                      | Испанская солидарность                                                      | исп. Solidaridad Española, SE                                             | Антонио Техеро                        | 28 451     | 0,14   | новая  | 0     | новая |
|                                                                                      | Единая Эстремадура                                                          | исп. Extremadura Unida, EU                                                | Педро Каньяда                         | 26 148     | 0,12   | новая  | 0     | новая |
|                                                                                      | Испанская коммунистическая рабочая партия                                   | исп. Partido Comunista Obrero Español, PCOE                               |                                       | 25 830     | 0,12   | новая  | 0     | новая |
|                                                                                      | Канарская конвергенция                                                      | исп. Convergencia Canaria, CC                                             |                                       | 25 792     | 0,12   | новая  | 0     | новая |
|                                                                                      | Единство коммунистов Испании                                                | исп. Unificación Comunista de España, UCE                                 |                                       | 24 044     | 0,11   | ▼0,16  | 0     | —     |
|                                                                                      | Коммунистическая партия Испании (марксистско-ленинская)                     | исп. Partido Comunista de España (marxista-leninista), PCE (m-l)          |                                       | 23 186     | 0,11   | новая  | 0     | новая |
|                                                                                      | Галисийская левая                                                           | галис. Esquerda Galega, EG                                                |                                       | 22 192     | 0,11   | ▼0,20  | 0     | —     |
|                                                                                      | Партии, набравшие менее 0,1 % голосов                                       | Партии, набравшие менее 0,1 % голосов                                     | Партии, набравшие менее 0,1 % голосов | 140 662    | 0,67   | ▼0,55  | 0     | —     |
|                                                                                      | Пустые бюллетени                                                            | Пустые бюллетени                                                          | Пустые бюллетени                      | 98 438     | 0,47   | ▲0,15  |       |       |
|                                                                                      |                                                                             |                                                                           |                                       |            |        |        |       |       |
| Всего                                                                                | Всего                                                                       | Всего                                                                     | Всего                                 | 21 469 274 | 100,00 |        | 350   | —     |
| Недействительные голоса                                                              | Недействительные голоса                                                     | Недействительные голоса                                                   | Недействительные голоса               | 419 236    | 1,95   | ▲0,48  |       |       |
| Зарегистрировано / Явка                                                              | Зарегистрировано / Явка                                                     | Зарегистрировано / Явка                                                   | Зарегистрировано / Явка               | 26 846 940 | 79,97  | ▲11,93 |       |       |
|                                                                                      |                                                                             |                                                                           |                                       |            |        |        |       |       |
| Источник: Ministry of the Interior Архивная копия от 3 марта 2016 на Wayback Machine |                                                                             |                                                                           |                                       |            |        |        |       |       |

1. ↑  В том числе, 25 депутатов от Партии социалистов Каталонии и 5 от Партии демократического действия
2. ↑  Коалиция партии Народный альянс, Народно-демократической партии, Либерального союза, Либеральной партии, Регионалистской арагонской партии, Центристов Галисии, Наваррского народного союза и Валенсийского союза
3. ↑  Из них, 84 депутатов от Народного альянса, 14 от Народно-демократической партии, по 2 от Регионалистской арагонской партии, Наваррского народного союза, Валенсийского союза и 2 независимых либерала
4. ↑  Включая Центристов Каталонии-СДЦ, но не учитывая результаты в Стране Басков, где был сформирован единый список Народного альянса, Народно-демократической партии, Либерально-демократической партии и СДЦ
5. ↑  Включая Канарскую ассамблею
6. ↑  В том числе, 1 депутат от ОСПК
7. ↑  Из них, 8 депутатов от Демократической конвергенции Каталонии, 3 от Демократического союза Каталонии и 1 независимый
8. ↑  Фактически преемник Национального союза
9. ↑  Коалиция Социалистической партии национального освобождения, Национального фронта Каталонии, Каталонского коммунистического коллектива и независимых
10. ↑  Коалиция Каталонского рабочего блока, Социалистической партии национального освобождения и ряда независимых политиков
11. ↑  Создана на базе коалиции Галисийское единство
12. ↑  Валенсийский народный союз, Коммунистическое единство, Объединённые левые Страны Валенсия, Фалангистское движение Испании, Аграрный блок, Социалистическая партия Мальорки, Социалистическая партия Арагона, Валенсийская националистическая левая, Партия социалистического действия, Группа независимых галисийских избирателей, Коммунистическая рабочая лига, Коммунистический фронт Каталонии, Коммунистический левый фронт, Канарская националистическая партия, Регионалистская партия Страны Леон, Консерваторы Каталонии, Испанская фаланга, Астурианская либерально-демократическая партия, Галисийские независимые и мигранты, Испанская сельская партия, Независимая испанская фаланга, Националистическая партия Сеуты, Группа независимых граждан, Испанское католическое движение, Коммунистическая левая, Партия Эль-Бьерсо, Канарская социал-демократическая ассоциация, Республиканская левая, Астурианская фаланга, Карлистская партия, Испанская аграрная партия, Проверистская партия, Левые Риохи, Единство канарского народа, Мальорская левая, Астурианский левый блок

### Сенат
В выборах 208 сенаторов приняли участие 10 052 406 человека (37,44 %). Недействительных бюллетеней — 386 815 (3,85 %), пустых бюллетеней — 171 830 (1,78 %).
| Партии и коалиции                                                                             | Партии и коалиции                         | Партии и коалиции                            | Лидер                  | Места | Места |
| Партии и коалиции                                                                             | Партии и коалиции                         | Партии и коалиции                            | Лидер                  | Места | +/−   |
| --------------------------------------------------------------------------------------------- | ----------------------------------------- | -------------------------------------------- | ---------------------- | ----- | ----- |
|                                                                                               | Испанская социалистическая рабочая партия | исп. Partido Socialista Obrero Español, PSOE | Фелипе Гонсалес        | 134   | 73▲   |
|                                                                                               | Народная коалиция                         | исп. Coalición Democrática, CD               | Мануэль Фрага Ирибарне | 54    | 51▲   |
|                                                                                               | Каталония в Сенате                        | исп. Catalunya al Senat                      |                        | 7     | 4▲    |
|                                                                                               | Баскская националистическая партия        | баск. Euzko Alderdi Jeltzalea, EAJ           | Иньиго Агирре          | 7     | 1▼    |
|                                                                                               | Союз демократического центра              | исп. Unión de Centro Democrático, UCD        | Ланделино Лавилья      | 4     | 114▼  |
|                                                                                               | Ассамблея Махореро                        | исп. Asamblea Majorera, AM                   |                        | 1     | 1▲    |
|                                                                                               | Независимые                               |                                              |                        | 1     | ▬     |
|                                                                                               |                                           |                                              |                        |       |       |
| Всего                                                                                         | Всего                                     | Всего                                        | Всего                  | 208   | ▬     |
|                                                                                               |                                           |                                              |                        |       |       |
| Источник: Ministry of the Interior Архивная копия от 20 ноября 2016 на Wayback Machine (исп.) |                                           |                                              |                        |       |       |

1. ↑  Коалиция Конвергенции и Союза (5 сенаторов) и Республиканской левой Каталонии (2 сенатора)
2. ↑  По сравнению с 2 сенаторами от Республиканской левой Каталонии и одним от Конвергенции и Союза

## Результаты по регионам
Распределение голосов и мандатов за партии и коалиции по регионам Испании.
| Регион            | ИСРП       | ИСРП  | НК         | НК    | СДЦ        | СДЦ   | КПИ        | КПИ   | ДСЦ        | ДСЦ   | НС         | НС    | РСП        | РСП   | Регионалисты | Регионалисты | Всего |
| Регион            | Голоса (%) | Места | Голоса (%) | Места | Голоса (%) | Места | Голоса (%) | Места | Голоса (%) | Места | Голоса (%) | Места | Голоса (%) | Места | Голоса (%)   | Места        | Всего |
| ----------------- | ---------- | ----- | ---------- | ----- | ---------- | ----- | ---------- | ----- | ---------- | ----- | ---------- | ----- | ---------- | ----- | ------------ | ------------ | ----- |
| Андалусия         | 60,4       | 43    | 22,1       | 15    | 5,9        | 0     | 6,2        | 1     | 1,3        | 0     | 0,3        | 0     | 0,3        | 0     | 2,2          | 0            | 59    |
| Арагон            | 49,4       | 9     | 30,7       | 5     | 9,5        | 0     | 2,9        | 0     | 4,2        | 0     | 0,5        | 0     | 0,5        | 0     | 0,9 %        | 1            | 14    |
| Астурия           | 52,1       | 6     | 27,9       | 3     | 4,9        | 0     | 8,1        | 1     | 4,3        | 0     | 0,3        | 0     | 0,5        | 0     | 0,4          | 0            | 10    |
| Балеары           | 40,4       | 3     | 37,7       | 3     | 10,4       | 0     | 1,6        | 0     | 5,2        | 0     | 0,2        | 0     | 0,5        | 0     | 2,4          | 0            | 6     |
| Валенсия          | 53,1       | 19    | 29,1       | 10    | 6,3        | 0     | 4,6        | 0     | 2,4        | 0     | 0,9        | 0     | 0,5        | 0     | 1,3          | 0            | 29    |
| Галисия           | 32,8       | 9     | 37,6       | 13    | 17,7       | 5     | 1,5        | 0     | 2,6        | 0     | 0,2        | 0     | 0,5        | 0     | 5,0          | 0            | 27    |
| Канары            | 36,6       | 7     | 26,9       | 4     | 16,4       | 2     | 2,4        | 0     | 4,9        | 0     | 0,3        | 0     | 0,8        | 0     | 9,7          | 0            | 13    |
| Кантабрия         | 45,0       | 3     | 38,9       | 2     | 5,4        | 0     | 3,0        | 0     | 5,0        | 0     | 0,5        | 0     | 0,6        | 0     | —            | —            | 5     |
| Кастилия-Ла-Манча | 49,2       | 13    | 31,2       | 8     | 10,8       | 0     | 3,7        | 0     | 2,0        | 0     | 1,5        | 0     | 0,4        | 0     | —            | —            | 21    |
| Кастилия-Леон     | 42,4       | 18    | 34,5       | 13    | 12,2       | 3     | 1,9        | 0     | 5,5        | 1     | 0,5        | 0     | 0,4        | 0     | —            | —            | 35    |
| Каталония         | 45,8       | 25    | 14,6       | 8     | 2,2        | 0     | 3,6        | 1     | 2,0        | 0     | 0,3        | 0     | 0,6        | 0     | 28,4         | 13           | 47    |
| Мадрид            | 52,1       | 18    | 32,2       | 11    | 3,3        | 1     | 5,0        | 1     | 4,1        | 1     | 0,8        | 0     | 0,3        | 0     | —            | —            | 32    |
| Мурсия            | 50,7       | 5     | 35,6       | 3     | 6,4        | 0     | 3,7        | 0     | 1,9        | 0     | 0,4        | 0     | —          | —     | —            | —            | 8     |
| Наварра           | 37,6       | 3     | 25,6       | 2     | 10,5       | 0     | 0,7        | 0     | 4,1        | 0     | 0,1        | 0     | 0,3        | 0     | 19,9 %       | 0            | 5     |
| Риоха             | 43,4       | 2     | 41,5       | 2     | 7,4        | 0     | 1,6        | 0     | 3,7        | 0     | 0,4        | 0     | 0,6        | 0     | —            | —            | 4     |
| Страна Басков     | 29,1       | 8     | 11,6       | 2     | —          | —     | 1,7        | 0     | 1,8        | 0     | 0,1        | 0     | 0,5        | 0     | 54,1         | 11           | 21    |
| Эстремадура       | 55,4       | 9     | 23,8       | 3     | 10,0       | 0     | 3,2        | 0     | 1,6        | 0     | 0,3        | 0     | 0,5        | 0     | 4,3          | 0            | 12    |
| Сеута             | 45,5       | 1     | 29,8       | 0     | 7,3        | 0     | 7,8        | 0     | 0,7        | 0     | 0,6        | 0     | 0,5        | 0     | 6,9          | 0            | 1     |
| Мелилья           | 49,0       | 1     | 26,4       | 0     | 14,7       | 0     | —          | —     | 7,7        | 0     | 0,7        | 0     | —          | —     | —            | —            | 1     |
| Всего             | 48,11      | 202   | 26,36      | 107   | 6,77       | 11    | 4,11       | 4     | 2,87       | 2     | 0,52       | 0     | 0,49       | 0     | н/д          | н/д          | 350   |

1. ↑  Коммунистическая партия Андалусии
2. ↑  Социалистическая партия Андалусии—Андалусистская партия
3. ↑  Совместно с Регионалистской арагонской партией
4. ↑  Коммунистическая партия Арагона
5. ↑  Социалистическая партия Арагона
6. ↑  Астурийская либерально-демократическая партия
7. ↑  Социалистическая партия Мальорки
8. ↑  Вместе с Валенсийским союзом
9. ↑  Коммунистическая партия Страны Валенсия
10. ↑  Валенсийский народный союз — 0,9 %, Объединённые левые Страны Валенсия — 0,4 %
11. ↑  Коммунистическая партия Галисии
12. ↑  Галисийский народный национальный блок — 2,9 %, Галисийская левая — 1,7 %, независимые — 0,4 %
13. ↑  Коалиция Канарской ассамблеи и Коммунистической партии Канар
14. ↑  Союз канарского народа — 5,3 %, Канарская конвергенция — 3,9 %, Канарская националистическая партия — 0,5 %
15. ↑  Партия социалистов Каталонии
16. ↑  Совместный список с Центристами Каталонии
17. ↑  Объединённая социалистическая партия Каталонии
18. ↑  Конвергенция и Союз — 22,2 %, Республиканская левая Каталонии и союзники — 4,0 %, Партия коммунистов Каталонии — 1,3 %, Националистическая левая — 0,9 %
19. ↑  Конвергенция и Союз — 12, Республиканская левая Каталонии — 1
20. ↑  Вместе с Союзом наваррского народа
21. ↑  Коммунистическая партия Страны Басков
22. ↑  Народное единство[англ.] — 11,6 %, Баскская националистическая партия — 5,5 %, Левые баски — Левые за социализм — 2,8 %
23. ↑  Социалистическая партия Страны Басков
24. ↑  Единый список Народного альянса, Народно-демократической партии, Либерально-демократической партии и Союза демократического центра
25. ↑  Коммунистическая партия Страны Басков
26. ↑  Баскская националистическая партия — 31,7 %, Народное единство[англ.] — 14,7 %, Левые Страны Басков — 7,7 %
27. ↑  Баскская националистическая партия — 8, Народное единство[англ.] — 2, Левые Страны Басков — 1
28. ↑  Единая Эстремадура
29. ↑  Националистическая партия Сеуты

Социалисты победили в 40 провинциях, а также в Сеуте и Мелилье. Народная коалиция выиграла выборы в 7 провинциях (Луго, Оренсе, Понтеведра, Авила, Сеговия, Сория и Бургос). Баскские националисты первенствовали в Бискайе и Гипускоа. "Конвергенция и Союз занял первое место в Жироне.

## После выборов
Председателем Конгресса депутатов 18 ноября 1982 года был выбран социалист Грегорио Песес-Барба, за которого отдали свои голоса 338 парламентариев
2 декабря 1982 года новым премьер-министром Испании парламент утвердил лидера ИСРП Фелипе Гонсалеса. За него проголосовали 207 депутатов, в том числе 200 социалистов, 4 коммуниста, 2 от партии Суареса и 1 от левых баскских сепаратистов. Против голосовали 104 парламентария от Народной коалиции и 12 от Союза демократического центра. Депутаты от Конвергенции и Союза, баскских националистов и Республиканской левой Каталонии воздержались в полном составе.
Выборы 1982 года, прошедшие при рекордно высокой явке, радикально изменили испанский политический ландшафт. Правящий Союз демократического центр потерпел сокрушительное поражение, получив почти в 5 раз меньше голосов чем на предыдущих выборах. Депутаты от СДЦ были избраны только в 4 регионах Испании из 17. Леопольдо Кальво-Сотело, занимавший 2-е место в партийном списке в Мадриде, оказался единственным в истории страны действующим премьер-министром не переизбранным в парламент. Это было худшее поражение правящей партии на национальном уровне в Испании и одно из худших поражений правящей партии в истории Западного мира, сравниться с которым могут только фиаско итальянских христианских демократов в 1994 году или провалом канадских прогрессивных консерваторов в 1993 году.
Главная оппозиционная сила Испании, Испанская социалистическая рабочая партия, выборы завершила триумфально, сумев получить подавляющее большинство в Конгрессе, почти в два раза опередив ближайшего конкурента. Социалисты смогли выиграть голосование почти во всех регионах страны, уступив только в Галисии и Стране Басков. После выборов 1982 года Андалусия и Каталония стали главными оплотами поддержки ИСРП, которая оставалась доминирующей политической силой в этих регионах вплоть до выборов 2011 года. В целом, социалисты получили 202 места, что стало наилучшим результатом за всю историю испанских выборов.
Народный альянс, вступив в коалицию с рядом других правоцентристских партий, смог совершить большой прорыв, отобрав значительную часть электората СДЦ, что позволило партии стать главной оппозиционной силой в стране и ведущей партией правее центра. Народной коалиции удалось получить более 5,5 миллионов голосов и 107 мест в нижней палате, хотя все прогнозы обещали менее 100 мандатов.
Для Коммунистической партии Испании итоги выборов оказались провальными. Коммунисты смогли получить менее 0,9 миллиона голосов, в 2,24 раза меньше, чем в 1979 году. Завоевав всего 4 места вместо прежних 23, КПИ лишилась права создать собственную парламентскую группу в Конгрессе и была вынуждена примкнуть к межпартийной фракции. Вкупе с недавним расколом ведущего союзника компартии, Объединённой соцпартии Каталонии, провал на выборах привёл к окончательной потери Сантьяго Каррильо поддержки в собственной партии и его уходу с поста Генерального секретаря. Новый глава испанских коммунистов Херардо Иглесиас начал предпринимать меры по смягчению наиболее серьёзных расколов и поиску новых политических союзников, которые завершатся созданием коалиции «Объединённые левые», в составе которой КПИ будет, уже более удачно, выступать на всех последующих выборах.
Для баскских и каталонских националистических партий выборы оказались удачными. Сумев извлечь выгоду из распада СДЦ, они расширил своё политическое представительство.

## Значение выборов
Выборы в октябре 1982 года не только привели к реконфигурации испанской политической сцены, но и, как принято считать, завершили переход Испании к демократии. В то время как институционально испанский переход к демократии закончился в декабре 1978 года после утверждения новой Конституции на референдуме, то исторически переход считается завершённым именно с выборов 1982 года. Угроза силового возврата к диктатуре окончательно развеялась после провала попытки военного переворота 23 февраля и срыва подготовки переворота 27 октября. Более того, впервые после выборов 1936 года власть в стране сменилась мирным и демократическим путём, что продемонстрировало устойчивость сложившейся в стране политической системы.